# IFITM3
IFITM3 (англ. Interferon induced transmembrane protein 3) – білок, який кодується однойменним геном, розташованим у людей на короткому плечі 11-ї хромосоми. Довжина поліпептидного ланцюга білка становить 133 амінокислот, а молекулярна маса — 14 632.
| 10         |  | 20         |  | 30         |  | 40         |  | 50         |
| ---------- |  | ---------- |  | ---------- |  | ---------- |  | ---------- |
| MNHTVQTFFS |  | PVNSGQPPNY |  | EMLKEEHEVA |  | VLGAPHNPAP |  | PTSTVIHIRS |
| ETSVPDHVVW |  | SLFNTLFMNP |  | CCLGFIAFAY |  | SVKSRDRKMV |  | GDVTGAQAYA |
| STAKCLNIWA |  | LILGILMTIL |  | LIVIPVLIFQ |  | AYG        |  |            |

A: Аланін

C: Цистеїн

D: Аспарагінова кислота

E: Глутамінова кислота

F: Фенілаланін

G: Гліцин

H: Гістидин

I: Ізолейцин

K: Лізин

L: Лейцин

M: Метіонін

N: Аспарагін

P: Пролін

Q: Глутамін

R: Аргінін

S: Серин

T: Треонін

V: Валін

W: Триптофан

Задіяний у таких біологічних процесах, як імунітет, вроджений імунітет, противірусний захист. 
Локалізований у клітинній мембрані, мембрані, лізосомі, ендосомах.